# Noah Atubolu
Noah Atubolu (Friburgo in Brisgovia, 25 maggio 2002) è un calciatore tedesco, portiere del Friburgo.

## Carriera

### Club
Atubolu è cresciuto nel settore giovanile del Friburgo. Con la squadra riserve del club è stato promosso in 3. Liga al termine della stagione 2020-2021 di Regionalliga. Il 28 giugno 2021 ha prolungato il contratto con il Friburgo ed è stato promosso in prima squadra come terzo portiere, pur continuando a giocare regolarmente con le riserve.
Ha debuttato a livello professionistico il 19 ottobre 2023 in un incontro di DFB-Pokal vinto 2-1 contro il St. Pauli.

### Nazionale
Nato in Germania, Atubolu ha origini nigeriane. Ha rappresentato la Germania a livello giovanile.

## Statistiche

### Presenze e reti nei club
Statistiche aggiornate al 24 novembre 2023.
| Stagione        | Squadra         | Campionato      | Campionato | Campionato | Coppe nazionali | Coppe nazionali | Coppe nazionali | Coppe continentali | Coppe continentali | Coppe continentali | Altre coppe | Altre coppe | Altre coppe | Totale | Totale | Totale |
| Stagione        | Squadra         | Comp            | Pres       | Reti       | Comp            | Pres            | Reti            | Comp               | Pres               | Reti               | Comp        | Pres        | Reti        | Pres   | Reti   |        |
| --------------- | --------------- | --------------- | ---------- | ---------- | --------------- | --------------- | --------------- | ------------------ | ------------------ | ------------------ | ----------- | ----------- | ----------- | ------ | ------ | ------ |
| 2020-2021       | Friburgo II     | RL              | 25         | -22        |                 | -               | -               |                    | -                  | -                  |             | -           | -           | 25     | -22    |        |
| 2021-2022       | Friburgo II     | 3L              | 31         | -34        |                 | -               | -               |                    | -                  | -                  |             | -           | -           | 31     | -34    |        |
| 2022-2023       | Friburgo II     | 3L              | 25         | -23        |                 | -               | -               |                    | -                  | -                  |             | -           | -           | 25     | -23    |        |
| 2022-2023       | Friburgo        | BL              | 0          | 0          | CG              | 2               | 0               | UEL                | 1                  | 0                  |             | -           | -           | 3      | 0      |        |
| 2023-2024       | Friburgo        | BL              | 11         | -22        | CG              | 1               | 0               | UEL                | 4                  | -5                 |             | -           | -           | 16     | -27    |        |
| Totale carriera | Totale carriera | Totale carriera | 91         | -101       |                 | 3               | 0               |                    | 5                  | -5                 |             | -           | -           | 98     | -106   |        |